# Xavier Dilmé i Vert
Xavier Dilmé i Vert (la Bisbal d'Empordà, Baix Empordà, 25 d'abril de 1968) és un polític català, diputat al Parlament de Catalunya en la VIII, IX i X legislatures.

## Biografia
Va iniciar estudis de dret i de comunicació i recursos humans a la Universitat de Girona. És assistent tècnic en consum i ha treballat com a corresponsal del Diari de Girona a la Bisbal (1987-1988) i com a redactor del Diari de Girona (1988-1990). Ha estat inspector de consum de la Delegació Territorial de Girona del Departament d'Indústria, Comerç i Turisme (1991-2002), tècnic de l'Àrea de Consum del Consell Comarcal del Baix Empordà (2002-2003) i assessor dels Serveis de Millora i Expansió Ramadera i Genètica Aplicada (SEMEGA) (2004-2006).
Director i cofundador de la revista bisbalenca El Drac (1988-1990), ha estat cap d'informatius de la televisió de la Bisbal, TVBE (1988-1991), col·laborador d'informatius de Ràdio Bisbal (1987-1988) i col·laborador d'opinió de La Proa (1993-1996), del Diari de Girona (1993-2004) i d'Onda Rambla Girona.

## Trajectòria política
Militant d'UDC des del 1987, va ser president d'Unió de Joves del Baix Empordà (1987-1989) i president intercomarcal d'Unió de Joves de les comarques gironines (1990-1992). Des del 1999 és president comarcal d'UDC del Baix Empordà i conseller nacional d'UDC, des del 2002 és conseller nacional de Convergència i Unió (CiU) i des del 2005 va ser copresident del comitè executiu local de CiU de la Bisbal i vicepresident executiu intercomarcal de política municipal d'UDC.
Regidor de l'Ajuntament de la Bisbal d'Empordà de 1990 a 1999 i de 2003 a 2015, n'ha estat tinent d'alcalde (1990-1991) i diputat a les eleccions al Parlament de Catalunya de 2006, 2010 i 2012.
L'agost de 2018 esdevé regidor únic de CiU a La Bisbal d'Empordà en substitució de Núria Anglada. En les eleccions municipals del 2019 és elegit regidor per la llista de Tots per la Bisbal, i esdevé vicepresident primer del Consell Comarcal del Baix Empordà.